# مارسيل دي جونغ
مارسيل دي جونغ (15 أكتوبر 1986 نيوماركت كندا - ) هو لاعب كرة قدم كندي يلعب كمدافع.

## وصلات خارجية
مارسيل دي جونغ على موقع الاتحاد الدولي (مؤرشف)  (الإنجليزية)
- مارسيل دي جونغ على موقع الدوري الأمريكي (الإنجليزية)
- مارسيل دي جونغ على موقع قاعدة بيانات كرة القدم.إي يو (الإنجليزية)
- مارسيل دي جونغ على موقع بيانات كرة القدم. دي إي (الألمانية)
- مارسيل دي جونغ على موقع ناشيونال فوتبول تيمز (الإنجليزية)
- مارسيل دي جونغ على موقع Soccerbase.com (لاعب) (الإنجليزية)
- مارسيل دي جونغ على موقع Soccerway.com (الإنجليزية)
- مارسيل دي جونغ على موقع عالم كرة القدم.نت (الإنجليزية)
- مارسيل دي جونغ على موقع AS.com (الإسبانية)